# 刘智 (晋朝)
刘智（？—289年）。字子房，号智安，或名刘世贤，或作刘世智。平原郡高唐县（今山东省禹城县西南）人，西晋学者、历法家。刘寔之弟。
刘智年轻时贫穷，负薪砍柴作为生计，读诵不辍，以儒行著称。在曹魏，担任中书黄门吏部郎。出任为颍川郡太守。入朝为秘书监，领南阳王师，加散骑常侍，在西晋，官至侍中、尚书、太常。精通历法，晋武帝时，参与制定新历。他以天象比附人事，以斗历改宪，推《四分法》，饰以虚言，名为《正历》后散佚。与刘寔一样，有文才，好学，著有《丧服释疑论》，在礼制上多所辨明。太康末年，卒于任上，谥号成。